# Mallophaga
Ordre
Les Mallophages (Mallophaga) sont un ordre d'insectes communément nommés « poux des oiseaux » parce que ces parasites à l'appareil buccal broyeur parasitent très majoritairement les oiseaux, en dépit du fait que certaines espèces de mammifères sont également concernées. La classification phylogénétique ne reconnaît plus cet ordre qui a été regroupé dans celui des Phthiraptères (Phthiraptera) avec l'ordre des « poux suceurs » hématophages, les anoploures  (Anoplura), où ils ont le rang de sous-ordre. Ils étaient autrefois classés par Linné, puis Fabricius et d'autres, avec les poux dans un seul genre Pediculus, avant que De Geer ne les distingue dès 1778.
Ces « poux mâcheurs » ou « poux broyeurs » ont un développement de type hémimétabole.

## Liste des sous-ordres
- Ischnocera (poux aviaires)
- Amblycera (poux mâcheurs)